# Luchadores (docurreality)
Luchadores: Para un trasplante, cada día cuenta, es un programa de telerrealidad chileno, transmitido por TVN y que mostrará la realidad de las donaciones de órganos en Chile. Junto a Claudia Conserva, Ignacio Franzani y Amaro Gómez-Pablos conoceremos la historia de un grupo de chilenos que luchan día a día por su vida mientras esperan por un trasplante.

## Descripción
En "Luchadores", para un trasplante cada día cuenta. Por eso, Amaro Gómez-Pablos, Ignacio Franzani y Claudia Conserva siguieron, por más de un año la historia de un grupo de chilenos que luchan día a día por su vida mientras esperan un trasplante. El programa consta de 12 historias las cuales serán reflejadas en 11 capítulos que buscan poner en el tapete la discusión sobre la donación de órganos.

## Episodios
| Episodio | Título                                           | Emisión                  | Rating |
| --- | ------------------------------------------------ | ------------------------ | ------ |
| 1 | «La incansable lucha de Christopher»             | 10 de julio de 2014      | 12,0   |
| En el primer capítulo de Luchadores conocemos la historia del pequeño Christopher, quien con a penas 6 años lucha día a día por su vida a la espera de un doble trasplante. Amaro Gómez-Pablos conoce a este niño y se conecta emocionalmente con él, quedando sorprendido por la valentía y madurez con la que enfrenta la dura enfermedad que lo tiene desde hace 3 años esperando el anhelado trasplante de hígado y riñón |                                                  |                          |        |
| 2 | «El corazón de una familia corre peligro»        | 17 de julio de 2014      | N/A    |
| En el segundo capítulo de Luchadores conocemos la historia de Cecilia Farías, una mujer de 46 años que ve truncados sus sueños cuando descubre que tiene una enfermedad al corazón. Claudia Conserva acompaña en la expectación de la espera a esta mujer, esposa y madre de cuatro hijos, el menor de ellos tiene tan sólo ocho años. La única esperanza de Cecilia para mantenerse con vida en un trasplante.               |                                                  |                          |        |
| 3 | «La bondad de donar en vida»                     | 24 de julio de 2014      | N/A    |
| En el tercer capítulo de Luchadores conocemos la historia de Ángelo Patrone, un hombre que lleva 4 años esperando por un trasplante de riñón para seguir viviendo. Ignacio Franzani acompaña en la espera a este joven amante de su familia que sueña con ver crecer a sus hijos. La única de luz de esperanza para Ángelo, es que su hermano Ítalo se convierta en su donante vivo.                                          |                                                  |                          |        |
| 4 | «Un regalo que cambia la vida»                   | 31 de julio de 2014      | N/A    |
| En el cuarto capítulo de Luchadores conocemos la historia de Juan Carlos Díaz, el emblemático Editor Periodístico del Buenos Días a Todos que en principio se negó rotundamente a la posibilidad de un trasplante. Amaro Gómez-Pablos acompaña al Tata Díaz en este difícil proceso donde el deterioro de su salud aumenta en conjunto con la angustia familiar.                                                              |                                                  |                          |        |
| 5 | «Menche: Entre la vida y la muerte»              | 16 de agosto de 2014     | N/A    |
| En este capítulo de Luchadores conoceremos la historia de María de las Mercedes Calquín, una mujer que vive el momento más difícil de su vida cuando le comunican que morirá si no se trasplanta con urgencia del corazón. Claudia Conserva acompaña a esta sacrificada madre en el difícil proceso a la espera de un donante.                                                                                                |                                                  |                          |        |
| 6 | «Contra viento y marea»                          | 21 de agosto de 2014     | N/A    |
| En este capítulo de Luchadores conoceremos la historia de Claudia, una mujer de 29 años que ve truncados sus sueños cuando le comunican que un trasplante de riñón es su única posibilidad de continuar con vida. Ignacio Franzani acompaña a esta joven que recupera la esperanza cuando surge la posibilidad de recibir el órgano de un donante vivo.                                                                       |                                                  |                          |        |
| 7 | «Reconciliación que regala vida»                 | 28 de agosto de 2014     | N/A    |
| En este capítulo de Luchadores conocemos la historia de Diego, un joven voleibolista cuya única opción para evitar ser esclavo de las diálisis es un trasplante de riñón. Tras una serie de análisis se entera de que no puede recibir el órgano de su madre, por lo que debe reencontrarse con su padre biológico, de quien está alejado desde hace mucho tiempo.                                                            |                                                  |                          |        |
| 8 | «Aferrada a la vida»                             | 11 de septiembre de 2014 | N/A    |
| En este capítulo de Luchadores conocemos la historia de María Cristina Tuesta, una arquitecto muy activa, enamorada profundamente de su esposo y madre de dos adolescentes que ve deteriorada su calidad de vida cuando le comunican que necesita un doble trasplante (hígado y riñón). Ignacio Franzani la acompaña en el difícil proceso de espera por un donante.                                                          |                                                  |                          |        |
| 9 | «Generosidad que devuelve la vida»               | 25 de septiembre de 2014 | N/A    |
| En este capítulo de Luchadores conocemos la historia de María Dina, una mujer que se ve obligada a modificar su vida cuando le descubren un tumor en el hígado y su única salida es un trasplante. Ignacio Franzani la acompaña en el siempre difícil proceso de espera por un donante. |                                                  |                          |        |
| 10 | «Golpeados por la misma enfermedad»              | 2 de octubre de 2014     | N/A    |
| En este capítulo de Luchadores conocemos la historia de Guillermo y Miguel, dos hombres que pertenecen a una misma familia y que son golpeados por la misma enfermedad: Fibrósis pulmonar idiopática. Claudia Conserva los acompaña en la difícil espera por los donantes que podrían cambiar sus vidas. |                                                  |                          |        |
| 11 | «Donación de órganos: Un verdadero acto de amor» | 9 de octubre de 2014     | N/A    |
| En este capítulo de Luchadores conocemos la historia de Patricia y Elisa, dos primas golpeadas por la misma enfermedad: Insuficiencia renal crónica. Ignacio Franzani las acompaña en la difícil espera por los donantes de riñón que podrían cambiar sus vidas. |                                                  |                          |        |